# Crazier
Crazier är en sång framförd av den amerikanska countrypopsångerskan Taylor Swift. "Crazier" är skriven av Swift och Robert Ellis Orrall, och proderad av Nathan Chapman och Swift. Sången finns med i långfilmen Hannah Montana: The Movies soundtrack. Sången är en stillsam ballad med country pop kvaliteter och sångtext som beskriver känslan att vara kär. Swift framförde låten som sig själv i filmen, och bilder från just den scenen togs med i musikvideon för sången.
"Crazier" prisades av kritiker, där några av dem utnämnde den som den bästa låten på soundtracket. Digitala downloads började genast sälja efter soundtrackets release den 23 mars 2009, och ledde till kommersiell succé i Australien, Kanada, Storbritannien, samt USA. Den högsta debuten var som #17 på Billboard Hot 100.

## Bakgrund
Swift skrev "Crazier" tillsammans med Robert Ellis Orrall. Sången är en ballad som, enligt Allmusic, förkroppsligar Hannah Montana: The Movies tema av samgående country och pop musik.
Sångens framträdande i Hannah Montana: The Movie kom till efter att filmskapare frågade Swift om att använda hennes musik i filmen. Filmens tjänstemän mejlade Swift och frågade om en sång som "var perfekt att bli förälskad i" och "en sorts country vals". Även om den inte var avsiktligt skriven för filmen, så skickade Swift in "Crazier" och filmskaparna "älskade den". Dessutom så erbjöd Swift sig att framföra låten i filmen som en gästroll. I filmen så framför Swift låten vid en open mic insamling för att rädda en småstades park. Den snabba scenen filmades på en dag, men Swift's framträdande imponerade filmteamet. Filmens regissör Peter Chelsom sa, "Jag har gjort en mycket stor mental kontroll om att arbeta med henne igen."

## Musikvideo
"Crazier"'s musikvideo, regisserad av Peter Chelsom, är ett utdrag från Hannah Montana: The Movie, som hade premiär den 28 mars 2009 på Disney Channel.
Videon börjar i sin huvudsakliga miljö med Swift och två backup musiker på en scen i en fullsatt lada. Swift är klädd i en pastell solklänning och spelar på en gitarr som sitter fastspänd över hennes axel. Backup musikerna spelar på violin och cello. Videon övergår sedan till ett klipp från Hannah Montana: The Movie där Miley Stewart (Cyrus) ser hennes kärleksintresse, Travis Brody (Lucas Till) som rider en brun häst. Videon visar sedan flera olika klipp från filmen, samt när Swift framför låten i ladan. Andra scener som inkluderas är när Stewart och Brody rider den bruna hästen tillsammans, Stewart tittar ut från en röd bil ut mot gatan, Brody svingar från ett rep vid ett vattenfall, och sedan när de två karaktärerna är på en dejt. Vid slutet av videon så dansar paret sakta tillsammans medan Swift sjunger.

## Topplistor
| Lista (2009)             | Topplacering |
| ------------------------ | ------------ |
| Australian Singles Chart | 64           |
| Canadian Hot 100         | 67           |
| UK Singles Chart         | 100          |
| U.S. Billboard Hot 100   | 17           |
| U.S. Billboard Pop 100   | 28           |